# 전국친환경농업협의회
전국친환경농업협의회는 친환경 농산물 판매 및 소비 촉진을 위한 홍보 등을 목적으로 2005년 12월 2일 설립된 대한민국 농림수산식품부 소관의 사단법인이다. 사무실은 서울특별시 중구 충정로1가 85, 농협중앙회 식품유통부 친환경유통팀 내에 있다.

## 주요 사업
- 친환경농산물 소비촉진 홍보사업
- 친환경농산물 상품 개발 및 품질관리 강화
- 친환경농산물 유통활성화 기반 조성
- 친환경농업 관련 농정활동 수행